# Pics Apocalypse
Les pics Apocalypse sont un groupe de pics montagneux dont le point culminant s'élève à 2 360 m d'altitude, à l’est du chaînon Willett (en), entre la vallée Barwick (en) et celle de Balham (en), dans la terre Victoria, en Antarctique. Les pics ont été ainsi nommés par l'expédition antarctique de l'Université Victoria de Wellington (1958-1959) car ils sont parsemés d'éboulis, ce qui leur donne un aspect chaotique apparenté aux cavaliers de l'Apocalypse. Les pics s'étendent sur la côte Pennell, une partie de l’Antarctique située entre le cap Williams et le cap Adare.

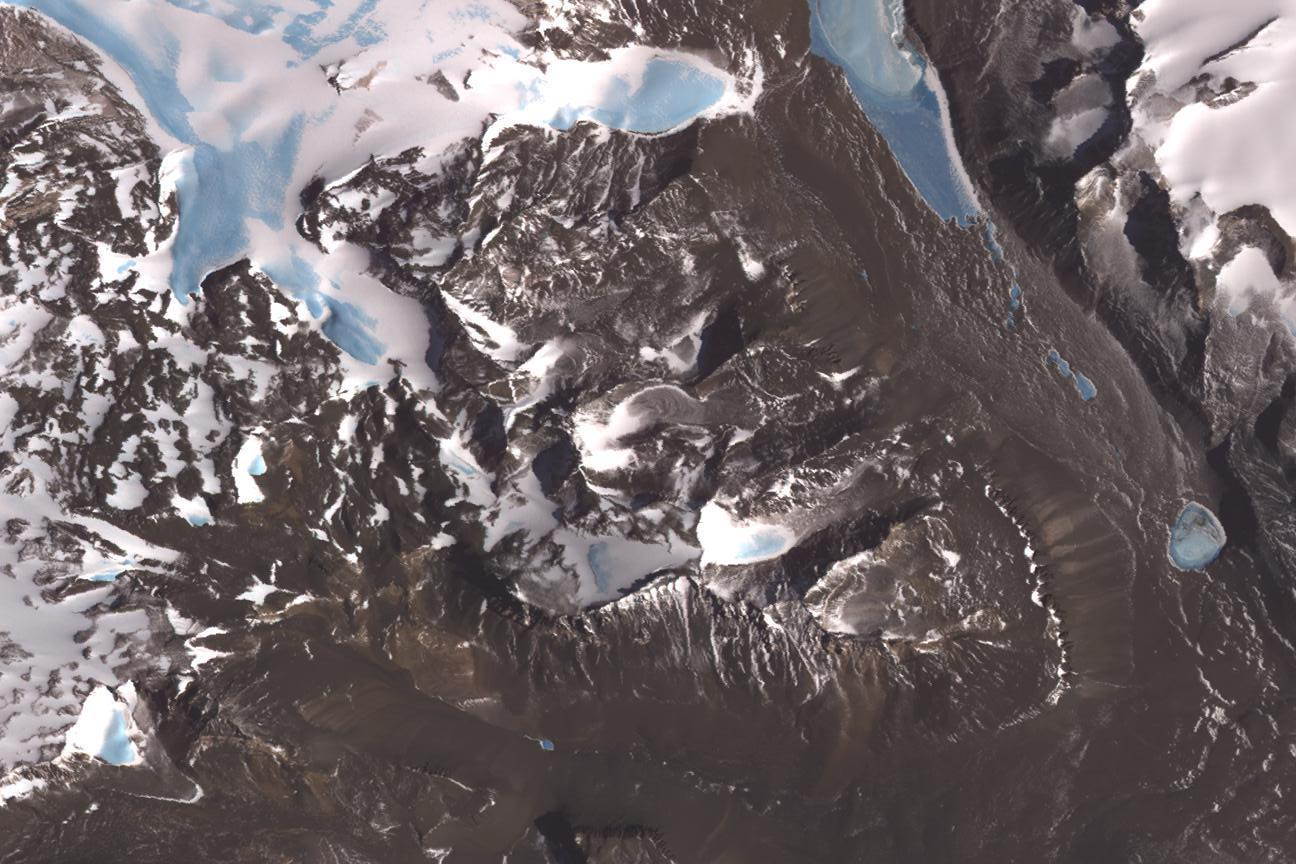
Vue satellite des pics Apocalypse.